# Нора Ђакова
Нора Ђакова (алб. Nora Gjakova; Ђаковица, 17. август 1992), албанска је џудисткиња, која је освојила златну медаљу на Олимпијским играма 2020, у категорији до 57 kg. У августу 2021. добила ја орден Националног одликовања Албаније, од стране предсједника Албаније — Иљира Мете.

## Живот и каријера
Године 2015. освојила је два континентална такмичења, у Тунису и Лисабону. Освојила је 11 медаља на Свјетском купу.
На дан 21. априла 2016, освојила је бронзану медаљу на Европском првенства у Казању.
Године 2021. освојила је бронзану медаљу Свјетском Мастерсу у Дохи. На олимпијским играма 2020, које су због Пандемије ковида 19 помјерене за 2021, освојила је златну медаљу у категорији до 57 kg, побједом у финалу против Саре Леони Сизик.
Њен брат — Акил Ђакова, такође је џудиста.